# ویسرامیانی

مینیاتوری قرن هژدهمی از ویسرامیانی، مرکز ملی نسخه‌های خطی گرجستان

ویسرامیانی (به گرجی: ვისრამიანი) ترجمه‌ای گرجی‌است از داستان عاشقانهٔ ویس و رامین سروده‌شده به دست فخرالدین اسعد گرگانی. ترجمهٔ آن مربوط به سدهٔ دوازدهم میلادی و منسوب به یک زمین‌دار گرجی به نام سرگیس تموگولی است. ویسرامیانی نمونهٔ برجسته‌ای از سنت ادبی کهن گرجی شناخته می‌شود.
در سده‌های ۱۷ و ۱۸ میلادی بیست نسخهٔ خطی از ویسرامیانی نگارش یافت. نخستین بار در ۱۸۸۴ به همت ایلیا چاوچاوادزه، ساراغیشویلی و اومیکاشویلی این اثر به چاپ رسید.